# Quiet Night
《Quiet Night》는 대한민국의 음악가 서태지의 아홉 번째 정규 음반이다. 수록곡은 총 아홉 곡으로 구성되어 있으며, 2014년 10월 20일 발매되었다. IZM 선정 2014 올해의 앨범 Top 10, 음악취향Y 선정 올해의 앨범 4위, 올해의 싱글 2위 (크리스말로윈) 등의 성과를 거두며 호평을 받았다.

## 앨범
앨범 발매에 앞선 2014년 10월 2일에 아이유가 보컬을 맡은 〈소격동〉을 선발매했고,  10일 서태지 본인이 부른 버전을 발매했다. 10월 18일에는 서태지의 9집 컴백 콘서트 〈크리스말로윈〉이 공개되었다.
수록곡 중 〈90s Icon〉은 서태지가 하나의 프로젝트로 진행하여 1990년대에 같이 활동하던 동료 신해철 · 김종서 · 이승환과 작업·녹음까지 마친 상태였으나 2014년 10월 27일 신해철의 갑작스런 사망으로 인해 공개는 중단된 상태이다. 이 프로젝트는 신해철의 장례를 마치고 유족과 상의한 뒤 나머지 가수들과 의견을 나눌 예정이라고 밝혔다.

## 수록곡
| #  | 제목               | 작사   | 작곡    | 재생 시간 |
| -- | ------------------ | ------ | ------- | --------- |
| 1. | 〈Into〉           |        | Docskim | 0:54      |
| 2. | 〈소격동〉         | 서태지 | 서태지  | 3:51      |
| 3. | 〈Christmalo.win〉 | 서태지 | 서태지  | 3:51      |
| 4. | 〈숲 속의 파이터〉 | 서태지 | 서태지  | 3:50      |
| 5. | 〈Prison Break〉   | 서태지 | 서태지  | 3:45      |
| 6. | 〈90s Icon〉       | 서태지 | 서태지  | 3:50      |
| 7. | 〈잃어버린〉       | 서태지 | 서태지  | 4:24      |
| 8. | 〈비록〉 (悲錄)    | 서태지 | 서태지  | 3:47      |
| 9. | 〈성탄절의 기적〉  | 서태지 | 서태지  | 4:41      |

## 참여
이 목록은 해당 앨범의 부클릿 〈Credit〉 목록에서 발췌하였다.
| - 서태지(서태지컴퍼니) - 프로듀서, 이그제큐티브 프로듀서, 보컬, 기타, 베이스 기타, 건반 악기, 피아노, 프로그래밍, 디지털 에디트, 녹음, 믹싱 - Top - 기타 - 강준형 - 베이스 - Docskim(닥스킴) - 피아노(키보드) - 최현진 - 드럼 - 이규재 - 플루트 - Ellie(Elizabeth Mize) - 스페셜 보컬(3) | - Techno T - 녹음·믹싱 스튜디오 - 최효영(SUONO Mastering) - 마스터링 - 고지선 - 마스터링 보조 - 김대홍(타다 스튜디오) - 아트 디렉터, 커버 디자인 - Jamsan - 부클릿 일러스트 - 윤연재(타다 스튜디오) - 디자인 |